# Alle 13 goed!
Alle 13 Goed! is een reeks compilatiealbums uit de jaren 70 en 80. De lp's kregen als ondertitel De Hits Van Nu! mee.

## Geschiedenis
De titel sloeg op de 13 nummers die op de lp's terug te vinden waren, maar was ook een knipoog naar de voetbaltoto, waarin de uitslagen van 13 wedstrijden moesten worden voorspeld. De reeks werd uitgebracht door Phonogram op haar Philips-label. Vrijwel alle nummers (zeker op de eerste delen) kwamen uit de Phonogram-stal. Soms werden nummers op de platen gezet die (nog) geen hits waren geweest, maar die golden als promotie voor een Phonogram-artiest. De hoezen vielen direct op door een afbeelding van een meestal schaars geklede vrouw omringd door de fel gekleurde namen van de titels en uitvoerenden. Bekende modellen waren Kiki van Oostindiën (later bekend als zangeres van Patrick, Mon Chérie als helft van het duo Kiki & Pearly) en Ellen Soeters. Zoals het in die tijd gebruikelijk was, werd de reeks ook op cassette uitgebracht, en ook op 8 sporencassette.
De serie werd beëindigd in het begin van de jaren 80, nadat de verkoopcijfers van de platen in snel tempo waren gedaald. Dit kwam onder meer door de opkomst van labels als K-Tel en Arcade Records die in verzamelalbums gespecialiseerd waren. Na 1984 werden nog sporadisch verzamelaars uitgebracht onder de titel Alle 13 Goed!
Het succes van Alle 13 Goed! resulteerde in een aantal concurrerende series van andere platenmaatschappijen, zoals De Daverende Dertien van CNR (inclusief de uiterst succesvolle carnavalsvarianten De Daverende Dertien Carnaval goed voor in totaal 27 albumhits) en Alle 14 Favoriet van Negram (14 delen).

## De compilaties

### Alle 13 Goed!
Philips 6830-066
1. Sandra & Andres - Those words
2. Dalida - Darla dirla da da
3. Lally Stott - Chirpy chirpy, cheep cheep
4. Ronnie Tober - Rozen voor Sandra
5. Samantha Jones - No regrets
6. Casey and the Pressure Group - The heart of a woman
7. Conny Vink - Een Irish Coffee of drie
8. Ramses Shaffy - Zing, vecht, huil, bid, lach, werk en bewonder
9. Nana Mouskouri - Le Tournesol
10. Elton John - Your Song
11. Lenny Kuhr - Hij hoort bij mij
12. Brian Hyland - Gypsy Woman
13. Red Herring - I'm a gambler
14. Saskia & Serge - Tijd...

### Alle 13 Goed! -deel 2
1. Sandra & Andres - Mary Madonna
2. Ekseption - Ave Maria
3. Don Rosenbaum - Miss America
4. Frida Boccara - Cent mille chansons
5. Saskia - Melodie
6. J.J. Cale - Lies
7. John Dummer's Famous Music Band - Nine by nine
8. Mouth & MacNeal - How Do You Do
9. Ronnie Tober - Laat me niet alleen
10. Roger Whittaker - Mamy blue
11. Mieke Telkamp - Het dorpje van St. Bernadette
12. Marty - Alma Mia
13. Aphrodite's Child - Such a funny night

### Alle 13 Goed! -deel 3
Philips 6436-008 (cassette: 7299-003)
1. Vicky Leandros - Après toi
2. Cardinal Point - Mama, Papa
3. The New Seekers - Beg, steal or borrow
4. Peter en zijn rockets - De wolf
5. Lobo - The albatross
6. Saskia & Serge - Huil maar niet
7. Drama - Mary's mamma
8. Mouth & MacNeal - Hello-a
9. Boudewijn de Groot - Als de rook om je hoofd is verdwenen
10. Bonnie St. Claire - Mañana Mañana
11. Ulli Martin - Du musst nicht weinen
12. Lenny Kuhr Les enfants
13. Johnny Nash - Stir it up

### Alle 13 Goed! -deel 4
Philips 6436-012 (cassette 7299-016)
1. Vicky Leandros - Ich hab'die Liebe geseh'n
2. Don Rosenbaum - Swimming Into Deep Water
3. Nana Mouskouri - Milisse mou
4. Cornelis Vreeswijk - De nozem en de non
5. Sandra & Andres - Mama mia
6. Dick Ridder - Een nieuwe liefde, een ander leven
7. Cardinal Point - Come on and say it
8. Mouth & MacNeal - You-kou-la-le-loupi
9. Rika Zarai - Les beaux jours
10. Demis Roussos - My reason
11. Saskia & Serge - La farola del mar
12. Julio Iglesias - Por una mujer
13. Elton John - Honkey cat

### Alle 13 Goed! -deel 5
Philips 6436-015
1. Demis Roussos - Forever and ever
2. Sandra & Andres - Aime-moi
3. Elton John - Daniel
4. Vicky Leandros - Hey, Joe McKenzie
5. The Platters - Only you
6. Rob de Nijs - Jan Klaassen de trompetter
7. John Woodhouse - Kristalwals
8. Mortimer Shuman - Le Lac Majeur
9. Ciska Peters - Zo zal deze zomer zijn
10. Ulli Martin - Ich liebe dich
11. Saskia & Serge - De kleine dingen
12. Toots Thielemans - La mamma
13. The Anita Kerr singers Bimbo

### Alle 13 Goed! -deel 6
Philips 6436-019
1. Barry White - Bring back my yesterday
2. Boudewijn de Groot - Jimmy
3. Vicky Leandros - Meine Freunde sind die Traume
4. Left Side - Locomotion
5. Ria Valk - Moeder ik ben zo bang
6. Saskia & Serge - Zachte zuidenwind
7. The Syd Lawrence Orchestra - On the Sunny Side of the Street
8. Rob de Nijs - Dag zuster Ursula
9. Demis Roussos - My friend the wind
10. Maureen McGovern - The morning after
11. Elton John - Goodbye yellow brick road
12. Peter en zijn Rockets - Angeline
13. De bouwmeesters - Jongen, waarom ben je toen uit Mokum weggegaan

### Alle 13 Goed! -deel 7
1. Demis Roussos - My only fascination
2. Liesbeth List - Te veel te vaak
3. Lena Zavaroni - Ma (He's making eyes at me)
4. Love unlimited orchestra - Love's theme
5. Bonny St.Claire and Unit Gloria - Voulez-vous
6. Phillip Goodhand-Tait - Leon
7. Ciska Peters - España mañana
8. Mouth & MacNeal - Ik zie een ster
9. Vicky Leandros - Theo, wir fahr'n nach Lodz
10. Rob de Nijs - He, speelman
11. Barry White - Never, never gonna give ya up
12. Sandra & Andres - True love
13. Paper Lace - Billy-don't be a hero

### Alle 13 Goed! -deel 8
Philips 6436-031 (cassette 7299-167)
1. Shirley & Company - Shame, Shame, Shame
2. Left Side - Tessie (I love you)
3. Nana Mouskouri - Träume sind Sterne
4. Dennie Christian - Rosamunde
5. Ciska Peters - Dans naar de zon
6. Ronnie Tober - Alleen
7. Bonnie St. Claire and Unit Gloria - Knock on my door
8. Status Quo - Down down
9. Vicky Leandros - Rot ist die Liebe
10. Nico Haak en de Paniekzaaiers - Foxie Foxtrot
11. Cardinal Point - Arrivederci goodbye
12. Sandra & Andres - Oh, nous sommes très amoureux
13. Barry White - You're the first, the last, my everything

### Alle 13 Goed! -deel 9
Philips 6436-059 (cassette 7299-328)
1. Kamahl - Chanson d'amour
2. Teach In - Goodbye love
3. MUD - L'L'Lucy
4. Roger Whittaker - The last farewell
5. 5000 Volts - I'm on fire
6. Corry - Geef mij je hart
7. Bolland & Bolland - Holiday
8. Demis Roussos - Perdóname
9. Conny Vandenbos - Sjakie van de hoek
10. Big Mouth & Little Eve - Yo-De-Lay-Dee
11. Afric Simone - Hafanana
12. Bonnie St. Claire - Rocco (don't go)
13. Velvet Glove - Last day of summer

### Alle 13 Goed! -deel 10
Philips 9286-121 (cassette 7299-282)
1. Julio Iglesias - Quiero
2. Sandra Reemer - The party's over
3. Cotton, Lloyd and Christian - I go to pieces
4. Nana Mouskouri - Toi qui t'en vas
5. Randy Edelman - Concrete and clay
6. Saskia & Serge - Baby, I'll give you everything
7. Rob de Nijs - Zet een kaars voor je raam vanacht
8. Marianne Rosenberg - Ich bin wie du
9. Nazareth - Love hurts
10. Barry White - You see the trouble with me
11. Vicky Leandros - Ich liebe das Leben
12. Demis Roussos - So dreamy
13. Bolland & Bolland - Souvenir
14. Anita Meyer - The alternative way (bonus track)

## De carnavalscompilaties
Dankzij het succes van de eerste Alle 13 Goed verscheen rond carnaval 1973 een speciale carnavalsversie, getiteld Alle 11 Goed Gek! en 2 nóg gekker! Ook deze was een succes, waardoor er gedurende een aantal jaren nieuwe edities van deze carnavalsserie verschenen.

### Alle 11 Goed Gek! -deel 2
1. Adèle Bloemendaal - Zallemenut (nog een keertje overdoen)
2. Max Rozenwater - Een dikke oliesjeik
3. Wim Sonneveld - Waar benne de bene?
4. De Twee Pinten - Kinderhempje
5. Wim Kersten - Zeg durske, kom 's hier
6. De blauw boerkes - Twee handjes
7. Ronny Bierman, Adèle Bloemendaal, Elsje de Wijn, Lex Goudsmit, Leen Jongewaard, Piet Römer - Geld
8. Nico Haak en Boudewijn de Groot - Tante Julia
9. De Blauw Boerkes - Den Uyl is in den olie
10. Boer Voorthuizen - Je moet ze zien, je moet ze horen
11. De handlangers - Ik zie 't niet meer zitten
12. De bouwmeesters - Lach en vergeet
13. De Glanerbrugger muzikanten - Reginella Campagnola / Der Hauptmann von Köpenick

## Hitnoteringen
De serie was heel succesvol in de Nederlandse lp-lijsten; de delen 2 t/m 8 behaalden allemaal de eerste plaats. Het enige deel dat de hitlijsten niét haalde, was deel 16 (verschenen eind 1979). Ook deel 2 en 3 van Alle 13 goed met kerst bereikten de lp-lijsten niet.
| Album met eventuele hitnotering(en) in de Nederlandse Album Top 100 | Datum van verschijnen | Datum van binnenkomst | Hoogste positie | Aantal weken | Opmerkingen       |
| ------------------------------------------------------------------- | --------------------- | --------------------- | --------------- | ------------ | ----------------- |
| Alle 13 goed                                                        |                       | 8 mei 1971            | 3               | 19           | Philips 6830 066  |
| Alweer alle 13 goed                                                 |                       | 11 december 1971      | 1               | 17           | Philips 6436 004  |
| Voor de 3e keer: Alle 13 goed                                       |                       | 10 juni 1972          | 1               | 17           | Philips 6436 008  |
| Alle 13 goed 4                                                      |                       | 25 november 1972      | 1               | 15           | Philips 6436 012  |
| Alle 11 goed gek en 2 nog gekker (1973)                             |                       | 3 maart 1973          | 4               | 4            | Philips 6440 119  |
| Alle 13 goed 5                                                      |                       | 12 mei 1973           | 1               | 19           | Philips 6436 015  |
| Alle 13 goed 6                                                      |                       | 17 november 1973      | 1               | 14           | Philips 6436 019  |
| Alle 11 goed gek en 2 nog gekker (1974)                             |                       | 23 februari 1974      | 6               | 6            | Philips 6436 020  |
| Alle 13 goed 7                                                      |                       | 8 juni 1974           | 1               | 15           | Philips 9299 007  |
| Alle 11 goed gek en 2 nog gekker (1975)                             |                       | 1 februari 1975       | 5               | 8            | Philips 9299 336  |
| Alle 13 goed 8                                                      |                       | 5 april 1975          | 1               | 18           | Philips 6436 031  |
| Alle 13 goed 9                                                      |                       | 6 december 1975       | 9               | 9            | Philips 6436 059  |
| Alle 13 goed voor kerst                                             |                       | 20 december 1975      | 26              | 3            | Philips 6436 043  |
| Alle 11 goed gek en 2 nog gekker (1976)                             |                       | 14 februari 1976      | 23              | 6            | Philips 6440 199  |
| Voor de 10e keer: Alle 13 goed                                      |                       | 17 april 1976         | 2               | 13           | Philips 9286 121  |
| Alle 13 goed 11                                                     |                       | 27 november 1976      | 10              | 9            | Philips 9286 585  |
| Alle 11 goed gek en 2 nog gekker (1977)                             |                       | 5 februari 1977       | 25              | 6            | Philips 9286 694  |
| Alle 13 goed 12                                                     |                       | 14 mei 1977           | 13              | 10           | Philips 9286 951  |
| Alle 13 goed 13                                                     |                       | 31 december 1977      | 29              | 7            | Philips 6436 093  |
| Alle 11 goed gek en 5 nog gekker (1978)                             |                       | 28 januari 1978       | 14              | 6            | Philips 9199 487  |
| Alle 13 goed (+ en één extra) 14                                    |                       | 16 december 1978      | 19              | 9            | Philips 6300 336  |
| Alle 11 goed gek en 2 nog gekker (1979)                             |                       | 17 februari 1979      | 25              | 4            | Philips 6343 285  |
| Alle 13 goed 15                                                     |                       | 23 juni 1979          | 35              | 7            | Philips 6410 159  |
| Alle 13 goed 16                                                     |                       | 1979                  |                 |              | Philips 6343 288  |
| Alle 13 goed 17                                                     |                       | 14 november 1981      | 17              | 13           | Philips 6448 183  |
| Alle 11 goed gek en 2 nog gekker (1982)                             |                       | 13 februari 1982      | 32              | 4            | Philips 6375 417  |
| Alle 13 goed 18                                                     |                       | 3 april 1982          | 19              | 8            | Philips 6448 228  |
| Alle 13 goed 19                                                     |                       | 10 juli 1982          | 15              | 10           | Philips 6498 204  |
| Alle 13 goed (+2 extra) 20                                          |                       | 5 maart 1983          | 21              | 7            | Philips 811 231-1 |
| Alle 13 goed (+3 extra) 21                                          |                       | 24 maart 1984         | 14              | 9            | Philips 816 037-1 |
| Alle 13 goed (1988)                                                 |                       | 11 juni 1988          | 55              | 5            | Philips 816 747-1 |
| Alle 13 goed en 7 nog beter                                         |                       | 29 juni 1996          | 8               | 9            | Mercury 535 617-2 |